# Là ci darem la mano
Là ci darem la mano (z języka włoskiego: Tam podamy sobie ręce) – duet, z tekstem w języku włoskim, z pierwszego aktu opery z muzyką Wolfganga Amadeusa Mozarta i librettem Lorenza Da Pontego Don Giovanni (Akt I, Scena 3). Fragment przypisany jest do ról tytułowego bohatera opery (baryton) i młodej wieśniaczki Zerliny (sopran).

## Umiejscowienie w dziele

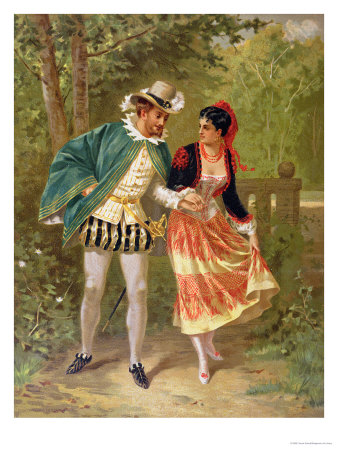
Là ci darem la mano – Don Giovanni i Zerlina, około 1890–1900

Rozpustny szlachcic – Don Giovanni – po tym, jak zabił w pojedynku Komandora Sewilli, ojca Donny Anny, uciekając wraz ze swoim służącym Leporellem przed gniewem tej młodej kobiety i jej narzeczonego – Don Ottavia – oraz odtrąconej niegdyś Donny Elviry spotyka weselny korowód. Są to młodzi wieśniacy – Zerlina i Masetto wraz ze swoimi gośćmi. Tym samym trafia się mu okazja do kolejnego miłosnego podboju oraz powiększenia katalogu sercowych zdobyczy. Kiedy młodzi się krótko przedstawiają, daje znać Masettowi  (opierając dłoń na rękojeści szpady), że chce zostać sam na sam z jego dopiero co zaślubioną żoną. Młody chłopiec, choć bardzo niechętnie, ustępuje wobec argumentu siły.
Duet
Tymczasem uwodziciel roztacza przed niezdającą sobie do końca sprawy ze swej sytuacji Zerliną wizję lepszej przyszłości nie u boku zwyczajnego wieśniaka, jakim jest Masetto, ale u swojego, jako żony szlachcica. Oto już niedaleko do jego domu, gdzie mogą sobie podać ręce i wzajemnie powiedzieć tak, wyznając sobie miłość. Dziewczyna wzbrania się i waha, ma także opory przed zdradą wobec Masetta, jednak Don Giovanni coraz mocniej nalega prawiąc wypróbowane czułe słówka i gdy praktycznie udaje mu się ją przekonać, nieoczekiwane nadejście Donny Elviry niweczy jednak jego uwodzicielskie plany.
Podczas światowej prapremiery 29 października 1787 w Teatrze Nostitza w Pradze rolę Don Giovanniego śpiewał Luigi Bassi, Zerliną była wówczas Caterina Bondini, natomiast premiera zmienionej nieco wersji opery miała miejsce w Wiedniu 7 maja 1788, gdzie w roli głównej wystąpił Francesco Albertarelli, w rolę Zerliny wcieliła się Luisa Laschi-Mombelli.
Do utworu nawiązywał m.in. Fryderyk Chopin w swoich Wariacjach B-dur op. 2 na temat Là ci darem la mano z opery Don Giovanni W.A. Mozarta. Natomiast sam Mozart ten muzyczny motyw wykorzystał jeszcze jako jeden z kilku w swoim divertimento nr 6 na dwa klarnety i fagot (KV 439B).